# Witold Giedyminowic
Witold (ur. ok. 1303, zm. 6 lipca 1336) – książę trocki, syn wielkiego księcia litewskiego Giedymina i prawdopodobnie Jewny.

## Życiorys
Najprawdopodobniej zajmował trzecie miejsce wśród rodzeństwa, po księciu grodzieńskim Narymuncie Glebie i Elżbiecie, żonie księcia płockiego Wacława. Został zabity przez Krzyżaków. Z nieznanego bliżej małżeństwa pozostawił syna Jerzego, który został namiestnikiem w Pskowie.